# Zygorhiza kochii
A Zygorhiza kochii az emlősök osztályának párosujjú patások rendjébe, ezen belül a Whippomorpha alrendjébe és a fosszilis Basilosauridae családjába tartozó nem.
Nemének egyetlen faja.